# 善意
他人や物事に対しての良い感情、または見方や好意のこと。日常用語としての善意（ぜんい）とは、相手にとって喜ばしいであろうとすることを行う、思いやりのこと。また、相手によい結果を導こうとして行なう意思を指す。対義語には「悪意」がある。
私法上の法律用語の一つとしての善意 (bona fides) は以下の意味合いで用いられる。
- 民法について以下では、条名のみ記載する。

## 法律用語としての善意・悪意
法律用語としての善意は、ある事実について知らないという意味で用いられる（例：善意の第三者）。対義語の悪意は、ある事実について知っているということを示す。
どちらの場合もそこに道徳的な善悪の判断を含むものではなく、ただ事実を示す言葉として使われる。
民法の条文において用いられる「善意」は「善意無過失」の意味であると解されることもある。

### 善意と悪意で法律効果が異なる規定の例
- 失踪宣告の取消し（32条）
- 心裡留保（93条）
- 第三者詐欺の相手方（96条2項）
- 詐欺による意思表示の第三者（96条3項）
- 代理権授与の表示による表見代理（109条）
- 権限外の行為の表見代理（民法第110条）
- 無権代理の相手方の取消権（115条）。
- 無権代理人の責任（117条）。
- 取得時効（162条）
- 占有者の果実収受権（189条･190条）
- 占有者による損害賠償 (191条)
- 占有回復者による費用の償還請求の期限の付与（196条）
- 権利の一部が他人に属する場合における売主の担保責任（563条、564条）
- 地上権等がある場合等における売主の担保責任（566条）。
- 不当利得返還請求権（703条･704条）など

#### 善意無過失かそうでないかによって異なる規定の例
- 取得時効（162条）
- 代理権授与の表示による表見代理の相手方の求償権（109条）
- 権限外の行為の表見代理（110条）
- 無権代理人の相手方の求償権（117条）

#### 善意の第三者のみを保護する規定の例
- 虚偽表示と第三者（94条2項）
- 詐欺取消と第三者（96条3項）
- 即時取得（192条）
- 権利の一部が他人に属する場合における売主の担保責任（563条3項）
- 債権譲渡禁止特約と第三者（466条）
- 相殺禁止特約と第三者（505条）